# Támara Echegoyen
Tamara Echegoyen Domínguez (Ourense, 17 februari 1984) is een Spaans zeiler.
Echegoyen werd samen met Ángela Pumariega en Sofía Toro tijdens de Olympische Zomerspelen 2012 de gouden medaille in de Elliott 6m. De Elliott 6m verdween na 2012 van het olympisch programma. Echegoyen we4d in 2016 en 2020 wereldkampioen in de 49erFX.

## Resultaten

### Wereldkampioenschappen
| Jaar | Plaats     | Resultaten |
| ---- | ---------- | ---------- |
| 2016 | Clearwater | 49erFX     |
| 2020 | Geelong    | 49erFX     |

### Olympische Zomerspelen
| Jaar | Plaats         | Resultaten |
| ---- | -------------- | ---------- |
| 2012 | Weymouth       | Elliott 6m |
| 2016 | Rio de Janeiro | 4e 49erFX  |

2012: Támara Echegoyen / Ángela Pumariega / Sofía Toro